# Akromegalija
Akromegalija je poremećaj uzrokovan viškom hormona rasta i porastom stvaranja proteina IGF-1 u tijelu čovjeka nakon zatvaranja epifiznih ploča u kostima (zatvaranje se događa u pubertetu) tj. nakon prestanka rasta čovjeka. Isti poremećaj koji se razvije prije zatvaranja epifiznih ploča naziva se gigantizam.
Hormon rasta luči žlijezda hipofiza, točnije njen prednji režanj koji se naziva adenohipofiza. Pojačano lučenje hormona rasta najčešće nastaje kao posljedica tumora adenohipofize, a može se lučiti i iz tumora drugih lokalizacija, uz ostale rijetke uzroke. 
Kao posljedica pojačanog lučenja hormona rasta kod oboljelih dolazi do rasta mekih tkiva što uzrokuje povećanje ruku i stopala, usnica i čela, povećanje unutarnjih organa (npr. srce), oštećenje živaca (npr. sindrom karpalnog kanala), poremećaji menstrualnih ciklusa i libida, a može se javiti pojačana dlakavost (hipertrihoza), pojačano znojenje (hiperhidroza) i zatamnjenje kože (hiperpigmentacija).
U liječenju bolesti koriste se lijekovi koji smanjuju lučenje hormona rasta (agonisti dopamina, analozi somatostatina), a moguće je i kirurško liječenje, te liječenje zračenjem.